# Brachycephalus pernix
Brachycephalus pernix ou Sapinho-de-colete, Sapinho-dourado, Sapinho-pingo-de-ouro-sardento, é uma espécie de anfíbio da família Brachycephalidae.

## Distribuição
É endêmica do Brasil.
Os seus habitats naturais são: solo e serrapilheira de regiões subtropicais ou tropicais úmidas de alta altitude. Esta espécie é conhecida apenas da localidade-tipo, Morro do Anhangava, na Serra da Baitaca, e de Morretes, ambas no Paraná, na Mata Atlântica a 450 m de altitude.

## Descrição
B. pernix tem comprimento do focinho à cloaca de 12–13,3 mm em machos adultos e 14,1–15,8 mm em fêmeas adultas. Em geral, é laranja brilhante com uma quantidade variável de manchas pretas ou pontilhado acima, variando de pouco em alguns indivíduos (principalmente laranja acima) a muito em outros (extensivamente preto acima com laranja puro essencialmente restrito ao topo da cabeça e meio das costas).
O padrão brilhante é considerado uma cor de alerta, pois sua pele e órgãos contêm tetrodotoxina e toxinas semelhantes.

## Conservação
A destruição do habitat é a principal ameaça a esta espécie. 
A Mata Atlântica no sudeste do Brasil sofreu extensa destruição e degradação devido à exploração madeireira e desmatamento contínuo em larga escala para pastagem de gado e culturas como cana-de-açúcar, café e árvores exóticas, assim como para a agricultura familiar. 
Em certas localidades, o turismo excessivo também pode estar afetando as populações, pois os visitantes atropelam o habitat.
O ICMBio classifica essa espécie como Criticamente em Perigo (CR) pelos critérios B1ab(iii)+2ab(iii).